# Sensual move
Le sensual move (anglicisme parfois traduit en danse sensuelle) est une pratique de danse, créée en 2008 par le chorégraphe Choukri Labidi, née de la gestuelle féminine est basée sur des attitudes et une gestuelle féminine, des poses et des regards.
Cette nouvelle discipline a été présentée sur les chaines télé, telles que TF1, M6, France 2, France 3, ainsi que dans la presse (Elle, Cosmopolitan, Le Figaro, Femme actuelle, Métro).